# Achiet-le-Petit

Achiet-le-Petit este o comună în departamentul Pas-de-Calais, Franța. În 1 ianuarie 2022 avea o populație de 311 de locuitori.